# Montgeron
Montgeron es una ciudad francesa de 22 929 habitantes perteneciente al departamento de Essonne (Isla de Francia).
Forma parte de la región natural de Brie.
Pasó a integrar la Communauté d'agglomération de Sénart Val-de-Seine el 20 de diciembre de 2002.
Montgeron está hermanada con la ciudad alemana de Eschborn y con la ciudad portuguesa de Póvoa de Varzim.

## Geografía
Montgeron cuenta con una estación de RER D.
Limita con Villeneuve-Saint-Georges, Draveil, Vigneux-sur-Seine, Soisy-sur-Seine, Brunoy, Yerres y Crosne.

## Demografía
| 851 | 896 | 864 | 858 | 1 023 | 989 | 1 108 | 1 015 | 1 122 | 1 478 | 1 690 | 1 667 | 1 876 | 1 955 | 1 965 | 1 950 | 2 192 | 2 346 | 2 942 | 3 494 | 4 479 | 6 539 | 8 679 | 9 801 | 10 564 | 12 271 | 15 486 | 21 768 | 23 786 | 22 039 | 21 677 | 21 905 | 22 929 |
| Para los censos de 1962 a 1999 la población legal corresponde a la población sin duplicidades (Fuente: INSEE [Consultar]) |     |     |     |       |     |       |       |       |       |       |       |       |       |       |       |       |       |       |       |       |       |       |       |        |        |        |        |        |        |        |        |        |